# 傘下爸媽
傘下爸媽（英語：Umbrella Parents），簡稱傘下，是曾經存在的一個於2014年11月成立的香港泛民主派組織，由一群於2014年雨傘革命中年輕示威者的父母一輩組成。

## 歷史
傘下爸媽於2014年11月成立，當時香港正爆發雨傘革命，年輕一代在街頭上展開對政權的抗爭。在這些年輕抗爭者背後的父母一代，親眼目擊這場震撼他們人心的事件，並希望以自己之力保護他們，因此成立傘下爸媽。
傘下爸媽主張香港「和平抗爭」，因應雨傘革命的覺醒，「溫和路線」才是正確的抗爭策略，他們認為香港民眾應以非暴力保護自己及其他示威者。同時他們會與有志爭取社會公義、制度平等的年輕人同行，減輕其壓力、撫平他們身心受到的創傷及協助揭示香港民生各種困境與政令傾斜的現象，以確立爭取真普選、政策改革及改善民生的相輔相成關係。同時，提高公民意識，透過各種活動和宣傳，令民眾意見在議會內外得到重視。

## 選舉
傘下爸媽曾參與2015年香港區議會選舉，不但成功贏得議席，更意外造成當屆建制派兩大敗績之一。

### 區議會選舉
| 選舉 | 民選得票 | 民選得票比例 | 民選議席 | 委任議席 | 當然議席 | 總議席 | +/- |
| 2015 | 2026 ▲   | 52.1% ▲      | 1        | 不適用   | 0        | 1 / 35 | 1 ▲ |

## 軼事
民建聯鍾樹根1991年當選柴灣北選區區議員，並於1994年起在柴灣北選區重劃後的漁灣選區（C34）多次連任，未嘗一敗，民主黨、社民連等泛民主派政黨曾屢次挑戰均以失敗告終，2003年及2011年選舉更在無對手挑戰下自動當選，鍾更在2012年的立法會選舉中當選立法會議員，是屆選舉他爭取第六度連任區議員。
傘下爸媽成員徐子見在提名期最後一天，報名參選阻止鍾樹根自動當選。最後徐取得2026票，以163票之差將出任區議員長達24年的鍾樹根砍於馬下，被視為民建聯於當屆選舉中最大的敗績。
之後有約150名網民響應網上號召，於選舉翌日到他的漁灣邨辦事處外舉行「斬樹除根慶祝大會」，開香檳和高唱由香港歌手徐小鳳主唱的歌曲《喜氣洋洋》，「慶祝」鍾被傘下爸媽擊敗。鍾從此成為兩位在是屆選舉中「落馬」的建制派立法會議員之一（另一位為沙田頌安選區敗於工黨葉榮的葛珮帆）。

## 外部連結
- 傘下爸媽的Facebook專頁